# John Farquhar Fulton
John Farquhar Fulton (Saint Paul, 1º novembre 1899 – Hamden, 29 maggio 1960) è stato un neurofisiologo e biografo statunitense.
Allievo di Harvey Cushing, uno dei pionieri della neurochirurgia, ricevette numerosi riconoscimenti dall'Università di Oxford e dall'Università di Harvard.
Studiò al Magdalen College di Oxford e in seguito divenne, all'età di trent'anni, il più giovane Sterling Professor di Fisiologia dell'Università di Yale. Il suo contributo principale va alla letteratura scientifica e alla neurofisiologia.

## Biografia

### Giovinezza
John Farquhar Fulton nacque il 1º novembre del 1899 a Saint Paul, attuale capitale del Minnesota, il più giovane di sei figli. Figlio di Edith Stanley Wheaton e John Farquhar Fulton, oftalmologo che contribuì alla fondazione della University of Minnesota Medical School, fin dalla giovane età mostrò una grande passione per i libri. Contemporaneamente agli studi superiori lavorò come aiuto nella biblioteca pubblica di Saint Paul, dove lavorava anche Helen Bayne.
Anche a causa della sua passione per Tolstoj e Nietzsche, che occupava molto del suo tempo e lo tratteneva spesso in biblioteca, fallì il suo primo esame di ammissione all'Università di Harvard ma, dopo aver prestato servizio militare durante la prima guerra mondiale e dopo aver studiato all'Università del Minnesota negli anni 1917-1918, si trasferì da veterano ad Harvard, dove ricevette la Laurea Magna cum laude in discipline scientifiche (Bachelor of Science) nel 1921.

### La passione per Osler e l'incontro con Cushing
Negli anni da studente universitario venne influenzato da Edward Laurens Mark, professore di anatomia di Hersey e direttore del laboratorio zoologico all'Università di Harvard, che lo portò con sé in un viaggio alla Stazione Biologica delle Bermuda, dove compì degli studi sulle cellule pigmentate, sulla fagocitosi e sulla permeabilità della membrana cellulare. Dal 1921 iniziò a seguire le lezioni di neurofisiologia e fisiologia dei mammiferi come Rhodes Scholar (vincitore di una borsa di studio rivolta agli studenti stranieri) presso il Magdalen College di Oxford, alla cui cattedra insegnava Sir Charles Scott Sherrington, famoso neurofisiologo inglese. Ottimo studente e appassionato di storia della medicina, Fulton ricevette nel 1923 il Bachelor of Arts (corso di laurea di primo livello), con menzione accademica.
In quello stesso anno sposò Lucia Pickering Wheatland, che sarà la sua compagna per il resto della vita. Nel 1925 ricevette la Laurea magistrale (Master Of Arts) e il Dottorato di Ricerca (Doctor of Philosophy) dal Magdalen College dell'Università di Oxford. Ad Oxford conobbe Lady Osler, che gli diede accesso alla biblioteca privata di William Osler e gli presentò Harvey Cushing, in quel periodo impegnato nella stesura di una biografa sullo stesso Osler. Fulton rimase affascinato dalla figura di Cushing, divenne suo discepolo e cominciò a raccogliere in un diario le esperienze chirurgiche del maestro.. Membro dell'Oslerian Group, collaborò con William Willoughby Francis nella stesura del catalogo Bibliotheca Osleriana, pubblicato poi nel 1929.
Fu richiamato ad Harvard da Cushing, che lo aiutò ad essere ammesso direttamente al terzo anno di Medicina, sottolineando in una lettera all'ufficio ammissione dell'Università di Harvard le grandi potenzialità del suo assistente. Nel 1927 conseguì il titolo di Doctor of Medicine, la più alta certificazione accademica nel suo ambito che attesta la facoltà di insegnare. Per acquisire esperienza clinica seguì Cushing al Peter Bent Brigham Hospital di Boston e svolse un internato come chirurgo volontario, con il ruolo di Associate in Neurological Surgery. Concentrò i suoi studi sulla neurofisiologia e divenne così utile al suo maestro da ricevere da lui stesso la nomina di assistente speciale.
In questi anni condivise col maestro la passione per Osler e venne considerato uno dei più promettenti neurofisiologi del tempo. Grazie alle risorse economiche della moglie poté costruirsi una biblioteca privata.

### Sterling Professora Yale e morte
Nel 1928 Cushing convinse Milton Winternitz, allora capo della Yale Medical School, ad assegnare a Fulton la cattedra di fisiologia, sottolineando le doti del suo discepolo. Fulton però inizialmente declinò l'offerta e ritornò ad Oxford come assistente di Sherrington.
Un anno dopo però Winternitz presentò a Fulton una nuova offerta di trasferimento a New Haven e stavolta il neurofisiologo, spinto anche dal maestro Cushing, accettò. Nell'autunno del 1930 John Fulton divenne, all'età di trent'anni, il più giovane Sterling professor di Yale. L'estate successiva seguì in Europa il suo maestro in occasione di un incontro tra i più eminenti neurologi e neurochirurghi del mondo, svoltosi nella città di Berna. Nel 1933 fu raggiunto proprio da Cushing presso l'Università di Yale. Nel 1941 ritornò poi ad Oxford per ricevere il titolo di Doctor of Science e in seguito nel 1957 quando fu nominato Doctor of Letters.
Nel 1951 fu nominato Sterling Professor di Storia della Medicina, ma in questi anni fu colpito da problemi fisici. Già ricoverato nel 1950 per diabete mellito e nel 1957 a causa di un'insufficienza cardiaca, morì il 29 maggio del 1960, colpito da un infarto.

## La passione scientifico-letteraria
Fin dalla giovane età Fulton si mostrò molto interessato allo studio della storia della medicina e in particolare alle imprese di William Osler, la cui passione fu condivisa con il maestro Harvey Cushing. Condivise col suo maestro sia interessi scientifici che storici: come Cushing, egli divenne bibliofilo, bibliografo e storico.
Durante la sua carriera fu autore o coautore di biografie su Harvey Cushing, Benjamin Silliman e Michael Servetus. Inoltre redasse le biografie di Luigi Galvani, di suo nipote Giovanni Aldini, di Richard Lower, di John Mayow, di Joseph Priestley, di Kenelm Digby e di Robert Boyle.

### "Surrogate son"di Harvey Cushing

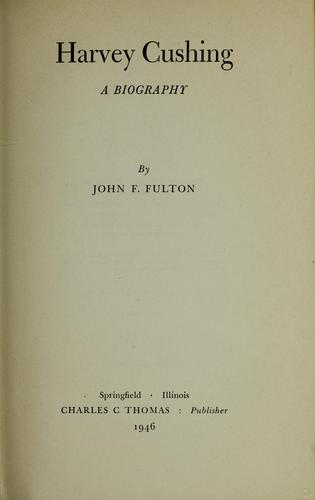
Harvey Cushing, a Biography: the Story of a Great Medical Pioneer

John Fulton si definì il primo biografo di Harvey Cushing. A partire dal 1927, tre settimane dopo l'intervento che aveva portato alla morte di Leonard Wood, famoso medico ed ex Capo di stato maggiore dell'esercito degli Stati Uniti, cominciò a scrivere un diario sulle esperienze chirurgiche del maestro.
Cushing era considerato una leggenda vivente nel campo della neurochirurgia e ogni suo intervento era largamente raccontato dai suoi assistenti e dagli altri medici, che prendevano appunti riguardo alla sua tecnica chirurgica. In particolare Fulton raccolse nel suo diario le storie che i colleghi di Harvard e gli specializzandi in neurochirurgia raccontavano su Cushing e le lettere che i pazienti scrivevano al loro medico. Se in questo senso Fulton aveva a disposizione una grande quantità di materiale, dal punto di vista familiare le informazioni acquisite da Fulton erano limitate, a causa della scarsa corrispondenza tra il chirurgo e la sua famiglia.
John Fulton paragonava il proprio rapporto con Harvey Cushing a quello tra James Boswell e il suo maestro Samuel Johnson, che aveva portato alla coniazione del termine Boswellismo. Fulton infatti voleva raccogliere dati, informazioni, eventi, idee e emozioni del suo maestro non solo come memoria per i posteri, ma anche perché egli stesso voleva diventare un medico letterato.
Il legame tra il discepolo e il suo maestro era così forte che Cushing definì Fulton suo "surrogate son", cioè suo figlio acquisito, dopo la morte del proprio figlio biologico.

### Fulton collezionista
Fulton era un grande amante della letteratura medica e scientifica e aveva il grande obiettivo di costruire una biblioteca privata. Dopo il matrimonio finalmente ebbe le risorse necessarie per acquistare tutti i classici della fisiologia, in particolare quelli pubblicati tra il XVI e il XVIII secolo.
Inoltre egli collezionò diverse opere sull'utilizzo delle prime anestesie in medicina e in odontoiatria. Possedeva le opere originali di James Young Simpson, ginecologo che per primo aveva studiato le proprietà anestetiche del cloroformio, e di Horace Wells, che aveva usato il protossido di azoto come anestetico durante l'estrazione di un dente ad un suo paziente nel 1844.
La passione di Fulton verso la letteratura medica e le biografie dei medici era tale da superare quella del suo maestro. Negli anni venti Cushing aveva presentato Fulton ai suoi amici studiosi, e in particolare ad Arnold Klebs, anche lui amante di William Osler e collezionista di libri. Su consiglio di Cushing, sia Fulton che Klebs decisero di donare i propri libri all'Università di Yale, come aveva fatto il maestro. I tre divennero così fondatori della Medical Historical Library di Yale, edificata nel 1941 e contenente importanti opere di Ippocrate, Galeno, Vesalio, Boyle e Silas Weir Mitchell, oltre che alcune ricerche sull'anestesia e sul vaccino per il vaiolo. La biblioteca contiene più di 300 incunaboli medici.

### La neurofisiologia
Fulton era considerato dal suo maestro uno dei più promettenti giovani medici che avesse mai incontrato, in particolare per la sua passione nell'ambito della neurofisiologia. La sua tesi di dottorato sulla contrazione muscolare si articolava in più di 644 pagine con oltre 1000 riferimenti. Venne pubblicata nel 1926 come suo primo libro, Muscular Contraction and the Reflex Control of Movement, e conteneva un lungo approfondimento sulla storia della fisiologia muscolare per come era conosciuta allora.
Fulton fondò il primo laboratorio di ricerca sui primati degli Stati Uniti, sviluppando le tecniche neurochirurgiche apprese dal maestro. Utilizzando procedure operatorie moderne fu in grado di minimizzare la mortalità degli animali nelle sperimentazioni. Basandosi sulla sua tesi di dottorato sulla contrazione muscolare, Fulton voleva esaminare i meccanismi di controllo neurale del movimento attraverso una serie di esperimenti di stimolazione e ablazione, con l'obiettivo di determinare le rappresentazioni motorie e la localizzazione funzionale nella corteccia cerebrale. Gli anni trenta furono gli anni d'oro del laboratorio di Fulton: insieme ad un gruppo di collaboratori composto da fisiologi e neurochirurghi, egli riuscì ad elaborare un modello citoarchitettonico della corteccia motoria.
Nei primi anni a Yale Fulton si concentrò sullo studio del problema della spasticità nei primati, causata da una lesione corticale. Collaborò con Margaret Kennard e dimostrò, grazie ad alcuni esperimenti di ablazione, l'importanza della corteccia premotoria per spiegare la spasticità dell'emiplegia. In un diario del 1932 Fulton constatò che probabilmente la spasticità dovuta ad un'emiplegia capsulare nell'uomo era causata dall'interruzione di fibre che partono dall'area premotoria e passano nella parte anteriore della capsula interna, coinvolgendo fibre del tratto piramidale.
Gli esperimenti del 1935 condotti in collaborazione con Carlyle Jacobson attestarono che lesionando la corteccia prefrontale degli scimpanzé si ottenevano effetti emozionali calmanti. Questi esperimenti sembravano inoltre dimostrare che la rimozione o disconnessione di una piccola parte di tessuto cerebrale dai lobi frontali non andava ad intaccare le capacità motorie e l'intelligenza elementare dei primati. I risultati degli esperimenti furono presentati nell'Agosto del 1935 in occasione del secondo Congresso Neurologico Internazionale di Londra. Nella loro presentazione Fulton e Jacobson annunciarono gli esiti degli esperimenti di ablazione bilaterale del lobo frontale su due scimpanzé, Becky e Lucy.
Fulton propose, ma non implementò, l'ipotesi di applicare questo trattamento anche ai pazienti, proprio mentre dal 1936 alcuni neurochirurghi cominciavano ad eseguire delle lobotomie prefrontali per cercare di alleviare la sofferenza di alcuni pazienti che mostravano gravi disturbi mentali ma nessun disordine organico.
Le scoperte di Fulton furono fondamentali per uno studioso portoghese, il neurologo Antonio Egas Moniz, che rimase impressionato in particolare dagli effetti calmanti sulla scimmia Becky. Moniz sviluppò la pratica della lobotomia prefrontale sugli uomini per curare la schizofrenia e la depressione, e vinse nel 1949 il Premio Nobel per la medicina.
Gli studi di John Fulton nell'ambito della neurofisiologia condussero alla fondazione del Journal of Neurophisiology nel 1938, una rivista mensile in cui venivano pubblicati i risultati di ricerche che riguardavano gli aspetti fisiologici delle neuroscienze. Inoltre Fulton fu uno dei fondatori del Journal of Neurosurgery nel 1944.
La sua monografia, Functional Localization in the Frontal Lobes and Cerebellum, pubblicata nel 1949, rappresentò il culmine di due decenni di studi e gli valse il Premio Pulitzer.

### Fulton e la penicillina
Fulton partecipò alle prime sperimentazioni cliniche sull'uso della penicillina negli Stati Uniti. Nel 1941 il suo amico Howard Florey e il Dr. Norman Heatley lo avevano raggiunto a Yale per verificare la possibilità di commercializzare la penicillina in America.
Il primo paziente fu la signora Ogden Miller, moglie del direttore atletico dell'Università di Yale, che aveva contratto la setticemia da streptococco in seguito ad un aborto. Fulton seguì il decorso della malattia in seguito alla somministrazione della prima dose di penicillina il 14 marzo 1942, raccontando nel suo diario come la paziente, dopo settimane di febbre alta, fosse tornata ad una temperatura normale e si fosse completamente ripresa.
Il successo di questo esperimento condusse alla produzione su larga scala della penicillina, che fu molto utile nel D-Day (6 giugno 1944) per curare le truppe alleate americane e britanniche.

## Contributi e Riconoscimenti

### Durante la Guerra
La figura di John Fulton ebbe rilievo non solo in ambito accademico. Nel 1940, durante la Seconda Guerra Mondiale, egli fondò l'Unità di Ricerca Aeromedica di Yale, che durò fino al 1951 e portò grandi progressi nell'ambito della medicina aeronautica, in particolare per quanto riguarda il volo a grandi altezze. Grazie al suo contributo nella Guerra fu nominato ufficiale onorario dell'Ordine dell'Impero Britannico, ufficiale della Legion d’Onore francese e commendatore dell'Ordine di Leopoldo del Belgio. Divenne inoltre membro del Comitato di Medicina d'Aviazione.

### Per la Storia della Medicina
Fulton si fece propugnatore dello studio delle materie umanistiche anche nel campo medico, infatti inserì la storia della medicina tra le discipline di educazione generale. La sua passione in questo ambito lo condusse alla carica di presidente dell'History of Science Society dal 1947 al 1950. In seguito, dopo il contributo nella fondazione dell'Historical Medical Library di Yale, fu direttore del Yale Department of History and Medicine nel 1951 e direttore del Yale Department of Science and Medicine nel 1959. Inoltre dal 1951 al 1960 fu a capo del Journal of the History of Medicine and Allied Sciences.
Durante la sua presidenza dell'History of Science Society fu membro del comitato di redazione della rivista storica Isis, contribuendo all'aumento di popolarità della rivista.
Nel 1947 organizzò degli incontri con il comitato di History of Science in General Education, in modo da favorire l'insegnamento della storia della scienza in ambito accademico. Inoltre lavorò alla traduzione in inglese dei testi più importanti della storia della medicina.
Nel 1955 ricevette la John Fulton Medal dalla History of Medical Science Society e nel 1958 gli venne conferita la George Sarton Medal dalla History of Science Society, per il suo “eccezionale contributo nella storia della scienza”.

## Scritti principali
Libri
- Fulton, J. F. (1926) Muscular Contraction and the Reflex Control of Movement. Williams & Wilkins, Baltimora.
- Fulton, J. F. (1930) Selected Readings in the History of Psychology. Charles C. Thomas, Baltimora.
- Fulton, J. F. (1938) Physiology of the Nervous System. Oxford University Press, Londra.
- Fulton, J. F. & Thomson, E. H. (1947) Benjamin Silliman, 1779-1864, Pathfinder in American Science. Schuman, New York.
- Fulton, J. F. (1946) Harvey Cushing: A Biography. Charles Thomas, Springfield.
- Fulton, J. F. (1949) Functional Localization in the Frontal Lobes and Cerebellum. Clarendon Press, Oxford.
- Fulton, J. F. (1951) Frontal Lobotomy and Affective Behavior: A Neurological Analysis. W. W. Norton, New York.
- Fulton, J. F. (Ed) (1951) Decompression Sickness, Caisson Sickness, Divers and Fliers Bends and Related Syndromes. Saunders, Philadelphia.

Articoli
- Fulton, J. F. "Robert Boyle and His Influence on Thought in the Seventeenth Century," Isis, 1932, 18:77-102.
- Fulton, J. F. "A Bibliography of the Honourable Robert Boyle," Proceedings of the Oxford Bibliographical Society, 1932, 3:1-172.
- Fulton, J. F. & Kennard, M. "A study of flaccid and spastic paralysis produced by lesions of the cerebral cortex in primates," Proc Ass Res Nerv Ment Dis, 1932, 13:158-210.
- Fulton, J. F. "The Centenary of the Sheffield Scientific School," Isis, 1947, 38:100-101.
- Fulton, J. F. "The History of Science at Cornell University," Isis, 1947, 38:99.
- Fulton, J. F. "Physiological Basis Frontal Lobotomy," Acta Medica Scandinavica, suppl., 1947, 196:617-625.
- Fulton, J. F. "The Surgical Approach to Mental Disorder," McGill Medical Journal, 1948, 17:133-145.

Altri
- Fulton, J. F. (1926) Muscular contraction and the reflex control of movement. Tesi di Dottorato. Baltimora, Williams & Wilkins.
- Fulton, J. F. “The Needs of Historians of Science” (letto alla Conference on the Place of Science in General Education, Università di Harvard, Cambridge, Massachusetts, 9 luglio 1949), p. 1, “Conant – Conference on Science in General Education,” BSh86, Richard Harrison Shryock Papers, American Philosophical Society.